# عث الملابس

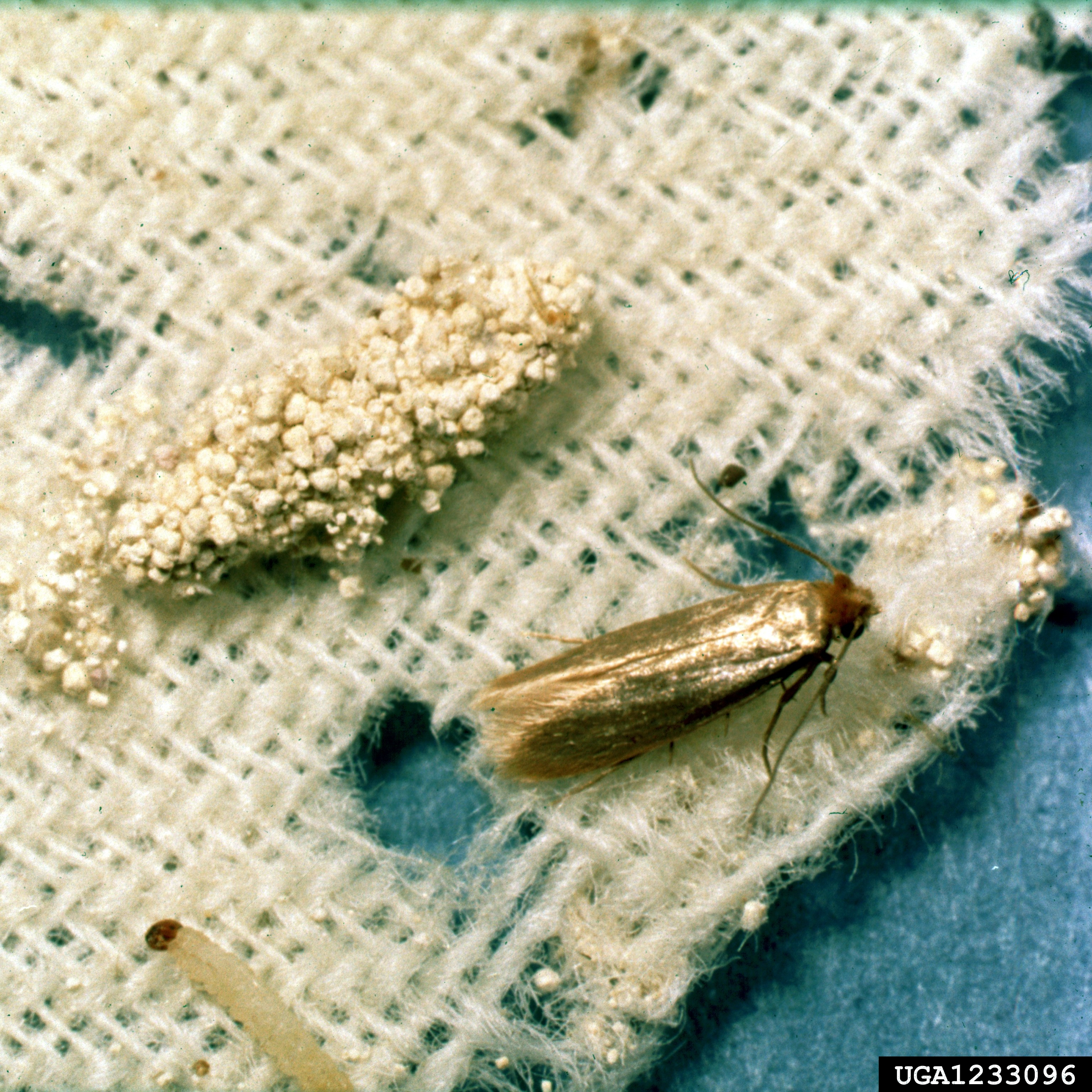
عثة الملابس، وزارة الزراعة الأمريكية

عث الملابس أو الحَنَاطِب هو الاسم الشائع لعدة أنواع من العث تعتبر آفات، حيث تأكل يرقاتها الألياف الحيوانية (الشعر)، بما في ذلك الملابس والأقمشة الأخرى.
وتشمل الأنواع التالية:
- Tineola bisselliella، وتعرف باسم عثة الملابس الشائعة أو عثة الملابس أو عثة الأشرطة المنسوجة.
- Tinea pellionella، وتعرف باسم حاملة الغمد أو عثة الملابس.
- Trichophaga tapetzella، وتعرف باسم عثة النُجُود (أو طفنسة) أو عثة السجاد.
- Monopis crocicapitella، وتعرف باسم عثة الملابس ذات البقع الشاحبة.[2]
- Niditinea fuscella، وتعرف باسم عثة الملابس بُنية التنقيط.